# بینگن آن در راین
شهر بینگن آن در راین در ایالت راینلند-فالتز در کشور آلمان واقع شده است.